# 山田義貴
山田 義貴（やまだ よしき、1994年6月26日 - ）は、沖縄県うるま市出身の社会人野球選手（投手）。

## 経歴
沖縄尚学高校から亜細亜大学に進学。
大学卒業後は社会人野球の西部ガスに入社。社会人野球の日本代表にも選出されている。